# Паджетт, Уильям
Уильям Г. Паджетт (англ. William G. Padgett; 1867, Кингстон-апон-Халл — 4 мая 1929, там же) — британский стрелок, призёр летних Олимпийских игр.
Паджетт участвовал в летних Олимпийских играх в Лондоне в стрельбе из армейской винтовки среди команд. Вместе со своей сборной он занял второе место.